# Timonius pulposus
Timonius pulposus är en måreväxtart som beskrevs av Cyril Tenison White. Timonius pulposus ingår i släktet Timonius och familjen måreväxter. Inga underarter finns listade i Catalogue of Life.